# Slite hamn

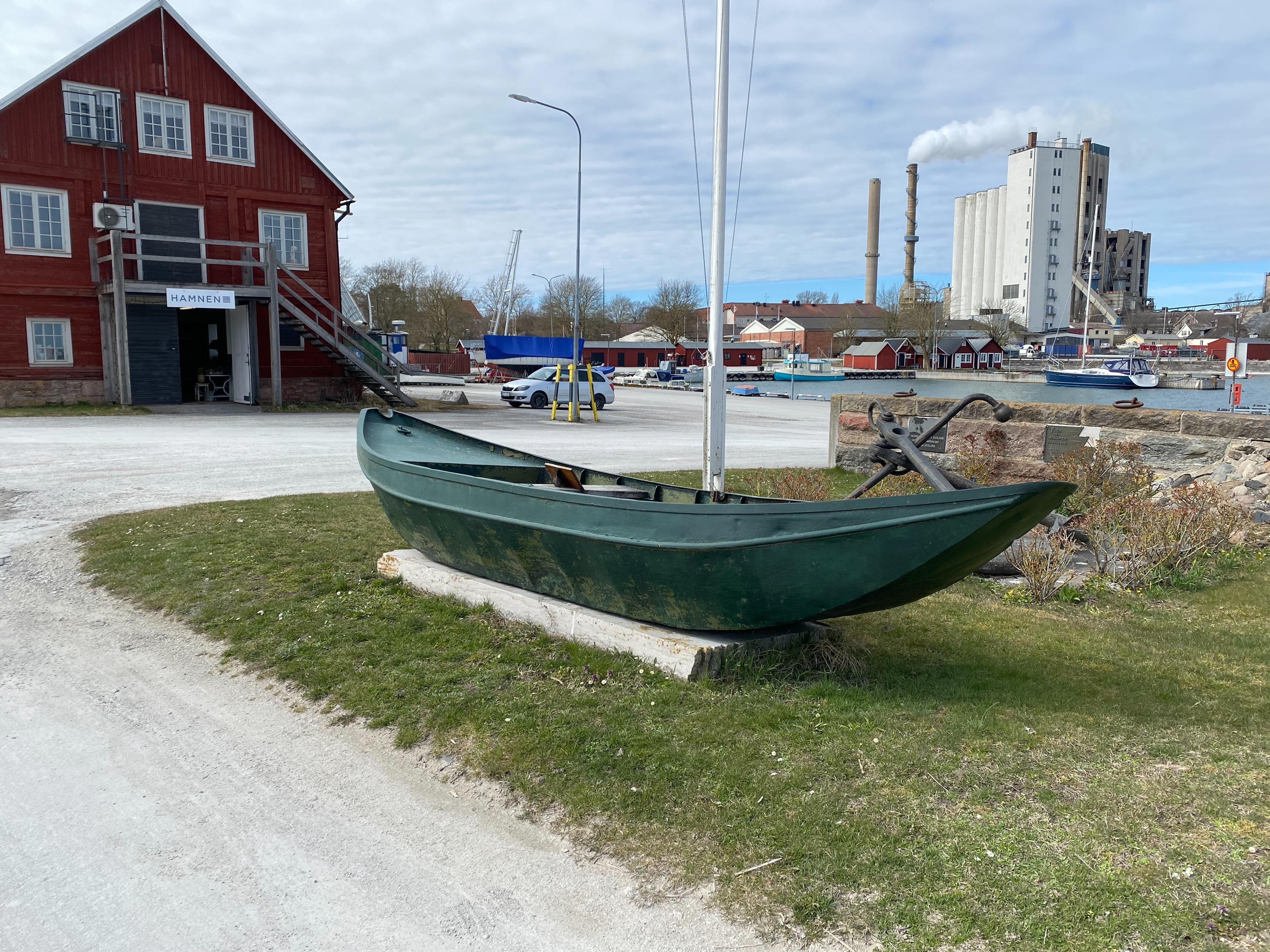
Den militärgröna flyktingbåten, som anlände från Baltikum i andra världskrigets slutskede

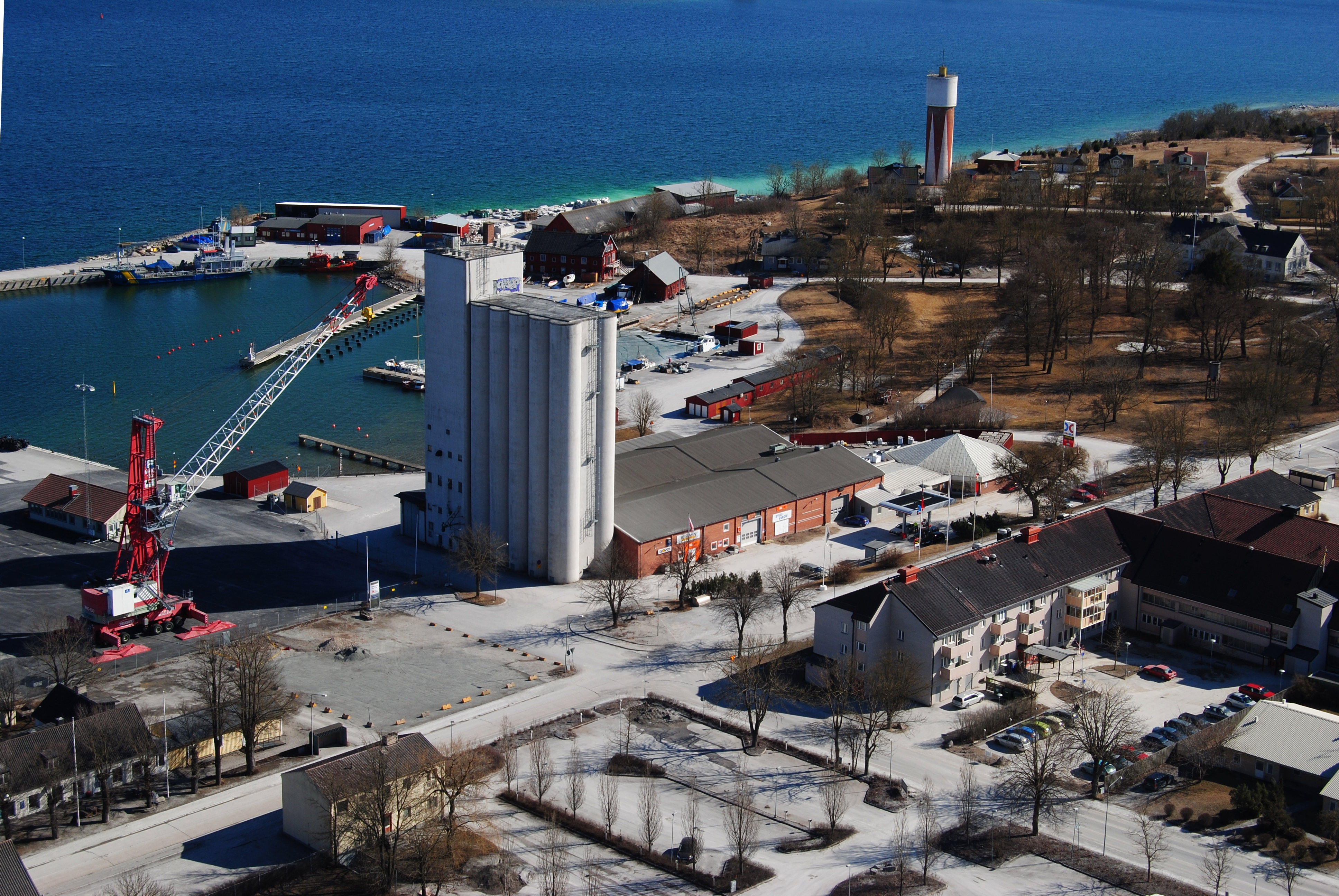
Slite hamn med del av Cementas anläggning till vänster

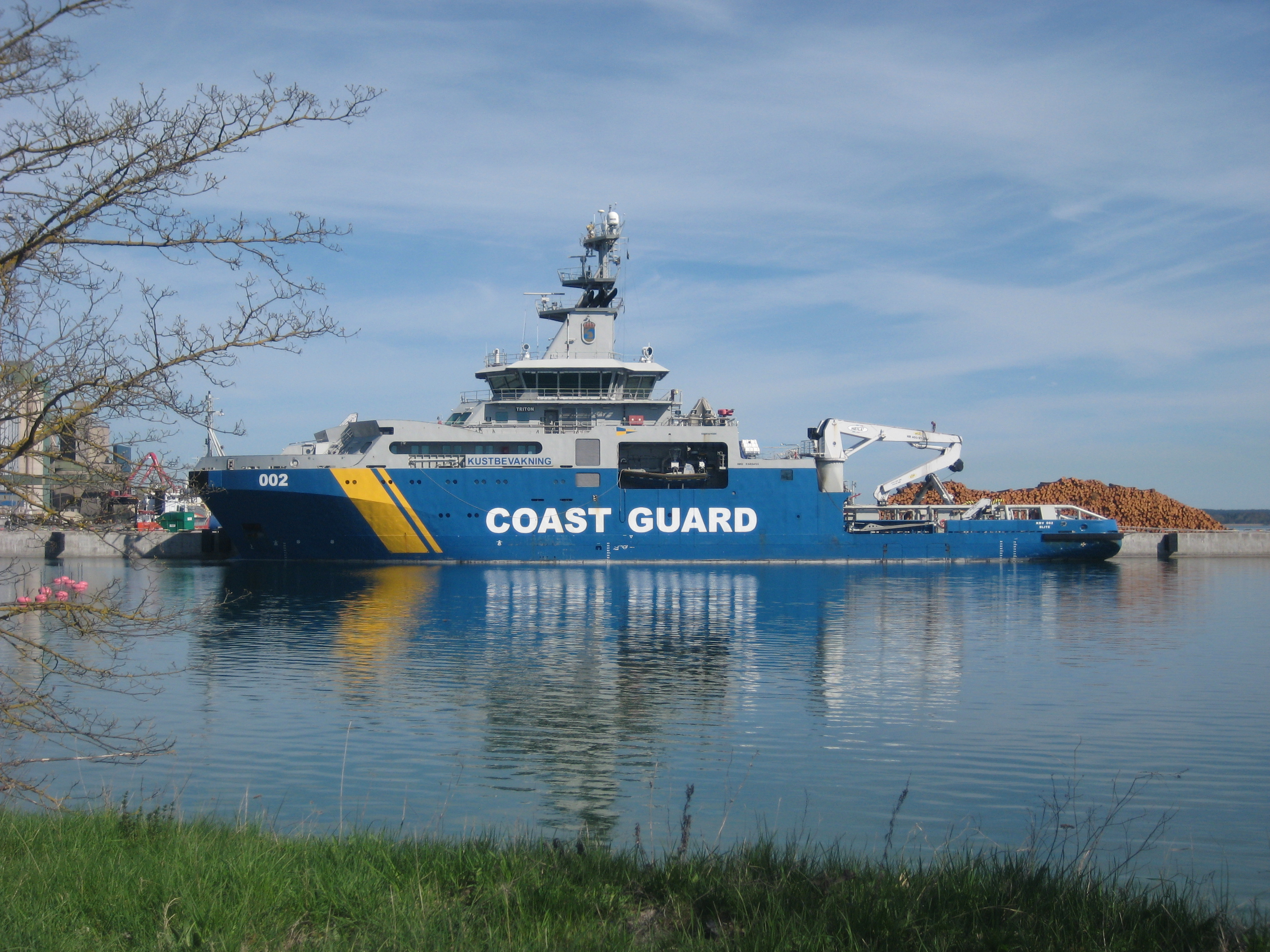
KBV 002 Triton vid Apotekskajen

Slite hamn i Slite är en av de tre största hamnarna på Gotland, vid sidan av Visby hamn och hamnen i Klintehamn. Huvudkajen för kommersiell trafik är Apotekskajen, som fick sitt nuvarande utseende efter en ombyggnad 2008.
Sedan Jakob Momma 1667 tagit över som arrendator av Gotland från drottning Kristina, lät han anlägga hamnen i Slite. I hamnen låg ett varv som drevs av Slite varvsbolag under 1870- och 1880-talen. År 1892 köptes hamnen och varvet av kalkpatronen Ferdinand Nyström (1830–1917). På 1890-talet byggdes där bland annat skonerterna "Carl-Erik" och "Fredrika". 
Mellan 1902 och 1953 trafikerades den smalspåriga Slite–Roma Järnväg mellan Slite hamn och Roma. Järnvägen följde i Slite den nuvarande Stationsgatan till hamnen.
Kustbevakningens Kuststation Slite ligger i Slite hamn. Där ligger sedan början av 2010-talet ett av Kustbevakningens tre största fartyg, kombinationsfartyget KBV 002 Triton. 
I hamnen finns ett minnesmärke över flyktingströmmen från Baltikum i slutskedet av andra världskriget. Muren är byggd av stenar från Gamla Apotekskajen.
Där finns också en bevarad, omkring fyra meter lång, öppen flyktingbåt i plåt, som tidigare användes av den tyska armén vid flodövergångar.
Slipen i Lanthamnen vid nuvarande Slite sjöfartsmuseum har bevarats och underhålls av museet.